# Jenina
Jenína je desni pritok Suhodolnice iz hribovja med Mislinjsko in Šaleško dolino. Začne se v gozdu med Završami in Graško Goro pod glavnim razvodnim slemenom med Mislinjo in Pako. Sprva teče po gozdnati grapi proti severu, v Mislinjski Dobravi se obrne na zahod in v Šmiklavžu na severozahod vse do izliva v Suhodolnico v Podgorju. Porečje je izrazito asimetrično, brez desnih pritokov, z leve strani sta nekoliko večja pritoka Štihovec in
Burčnica (s Kolarico).
Povirje potoka je v ivniških skladih iz srednjega miocena (konglomerat, peščenjak, lapor). Nekoliko niže je dolina v tršem triasnem apnencu in dolomitu, kjer so zaradi odpornejše kamnine pobočja strmejša in dolina ožja. Od Mislinjske Dobrave naprej teče Jenina po širši dolini, pomaknjeni ob jugozahodni rob Mislinjske doline, med nižjim hribovjem na levi in obsežno teraso Dobrava na desni strani. V zgornjem toku ima potok razmeroma velik strmec, od Mislinjske Dobrave naprej se ta močno zmanjša in potok vijuga po široki naplavni ravnici, ki je ob spodnjem toku široka od 200–300 m.
Potok teče ves čas po naravni strugi, v zgornjem delu po živoskalni podlagi, v drugem delu po lastnih ilovnato-peščenih naplavinah. Brežine so poraščene z gostim obvodnim grmovjem in drevjem, tako da je potok skoraj v celoti v dobro ohranjenem naravnem stanju. Naplavna ravnica ob njem je mestoma mokrotna, v najnižjih delih izpostavljena poplavam, danes večinoma v travnikih in njivah. Zaradi mokrotnosti in nevarnosti poplav so kmetije in bivališča odmaknjena od potoka, na nekoliko višje dolinsko obrobje.
Celotni potok ima status varovanega območja Natura 2000 (Jenina), in sicer zaradi dobro ohranjenih vodnih habitatov, ki so mdr. domovanje ogroženega raka navadnega koščaka (Austropotamobius torrentium). 
Mokrotni travniki ob potoku so pomembno rastišče zavarovane in ogrožene sibirske perunike (Iris sibirica).